# Clémence Beretta
Clémence Beretta (* 22. Dezember 1997 in Remiremont) ist eine französische Geherin.

## Leben
Clémence Beretta wurde als Tochter eines ehemaligen Sportlehrers und einer Französischlehrerin in den Vogesen geboren. Ihr Vater war Präsident des örtlichen Leichtathletikvereins. Von Kindesbeinen an war sie sportlich aktiv. Im Alter von 8 Jahren begann sie mit der Leichtathletik. Zunächst trat sie über die Mittelstreckendistanzen und in Crossläufen an, bevor sie als Zwölfjährige sich erstmals im sportlichen Gehen versuchte. Es vergingen noch ein paar Jahre, bevor sie sich ganz auf diese Sportart fokussierte. Bis 2021 wurde sie sechs Jahre lang von Eddy Riva trainiert, anschließend bis Ende 2022 von Gérard Lelièvre, die beide als Geher an olympischen Spielen teilnahmen. Seitdem übernimmt ihr Vater, Pierre Beretta, das Training. Neben ihres Trainings, betreibt Beretta seit einigen Jahren den Onlineshop Yogisens, über den sie Wellnessprodukte und Schmuck vertreibt.

## Sportliche Laufbahn
Beretta bestritt 2015 ihre ersten Wettkämpfe auf nationaler Ebene als Geherin. Damals belegte sie bei den französischen U20-Meisterschaften den achten Platz über die 10.000-Meter-Distanz. 2016 trat sie in ihren ersten internationalen Gehwettkämpfen an. Im Sommer wurde sie französische U20-Meisterin über 10.000 Meter. 2017 gewann sie bei den französischen Hallenmeisterschaften Silber über 3000 Meter. Im Sommer bestritt sie bei den französischen Meisterschaften im Freien ihren ersten Wettkampf über die 20-km-Distanz, in dem sie nach 1:38:23 h die Bronzemedaille gewinnen konnte. Ein Jahr darauf konnte sie ihren ersten nationalen Titelgewinn feiern. Bis 2019 verbesserte sie sich über 20 km auf eine Zeit von 1:34:15 h. Im Sommer nahm sie an den U23-Europameisterschaften in Schweden teil, wobei sie im Laufe des Wettkampfes allerdings disqualifiziert wurde. 2022 konnte sie sich über 10.000 Meter und auch über 20 km jeweils steigern. Im Juli stellte sie zunächst einen neuen Nationalrekord der Frauen über 10.000 Meter auf und qualifizierte sich zudem für die Europameisterschaften im August in München. Dort trat sie zu ihren ersten internationalen Meisterschaften bei den Erwachsenen an und stellte über 20 km in 1:30:37 h einen neuen Nationalrekord auf, mit dem sie sich auf dem fünften Platz platzierte. Im März 2023 stellte sie bei den französischen Meisterschaften in 1:30:20 h eine neue Bestleistung auf. Später im August nahm sie in Budapest zum ersten Mal an den Weltmeisterschaften teil. Bei ihrem WM-Debüt belegte sie den 16. Platz, wobei sie knapp hinter ihrer Bestzeit zurückblieb.
2024 trat Beretta, zum zweiten Mal nach 2022, wieder bei den Europameisterschaften an. In Rom landete sie über die 20-km-Distanz auf dem siebten Platz.
Beretta gewann in den Jahren 2018 bis 2023 insgesamt sieben nationale Meistertitel über verschiedene Distanzen sowie 2019 und 2020 zweimal in der Halle.

## Wichtige Wettbewerbe
| Jahr                   | Veranstaltung             | Ort                    | Platz                  | Disziplin              | Weite                  |
| Startet für Frankreich | Startet für Frankreich    | Startet für Frankreich | Startet für Frankreich | Startet für Frankreich | Startet für Frankreich |
| ---------------------- | ------------------------- | ---------------------- | ---------------------- | ---------------------- | ---------------------- |
| 2019                   | U23-Europameisterschaften | Gävle                  |                        | 20 km Gehen            | DSQ                    |
| 2022                   | Europameisterschaften     | München                | 5.                     | 20 km Gehen            | 1:30:37 h              |
| 2023                   | Weltmeisterschaften       | Budapest               | 16.                    | 20 km Gehen            | 1:30:43 h              |
| 2024                   | Europameisterschaften     | Rom                    | 7.                     | 20-km-Gehen            | 1:29:37 h              |

## Persönliche Bestleistungen
Freiluft
- 5000-m-Bahngehen: 21:57,91 min, 23. Juni 2018, Blois
- 10.000-m-Bahngehen: 43:35,52 min, 27. Januar 2024, Canberra, (französischer Rekord)
- 10-km-Gehen: 44:06 min, 30. April 2023, Madrid
- 20-km-Gehen: 1:28:44 h, 3. März 2024, Taicang, (französischer Rekord)

Halle
- 3000-m-Bahngehen: 12:30,52 min, 1. März 2020, Liévin, (französischer Rekord)